# Marc Ribot
Marc Ribot (Newark, 21 maggio 1954) è un chitarrista statunitense. Musicista di origini ebraiche, è anche compositore e, occasionalmente, cantante.
È considerato tra i più apprezzati chitarristi di sempre.. Il critico Piero Scaruffi lo mette al terzo posto della sua classifica dei migliori chitarristi rock, dietro solo a Jimi Hendrix e a Robert Quine.

## Biografia
Nato e cresciuto nel New Jersey, si è in seguito spostato a Boston, nel Maine e infine a New York. Nel corso di una lunga carriera, ha collaborato con artisti come Tom Waits, John Zorn, Elvis Costello, Vinicio Capossela, Caetano Veloso e moltissimi altri. Il suo stile spazia dal free jazz alla No wave, dal blues alla musica folk statunitense, cubana e haitiana (è stato allievo di Frantz Casseus).
Nel 2007 gli è stato dedicato il documentario The Lost String, diretto da Anaïs Prosaïc, mentre nel 2021 è uscito il suo primo libro, Unstrung: Rants and Stories of a Noise Guitarist (tradotta due anni dopo in italiano per le Edizioni SUR con il titolo Nelle mie corde. Storie e sproloqui di un chitarrista noise).

## Discografia
- 1990 – Rootless Cosmopolitans
- 1992 – Requiem for What's His Name - Crepuscule
- 1993 – Solo Guitar Works of Frantz Casseus
- 1994 – Shrek
- 1994 – Subsonic 1: Marc Ribot/Fred Frith
- 1995 – Don't Blame Me
- 1995 – John Zorn's Book of Heads
- 1997 – Shoe String Symphonettes
- 1998 – Marc Ribot y Los Cubanos Postizos: The Prosthetic Cubans
- 1999 – Yo! I Killed Your God
- 2000 – Marc Ribot y Los Cubanos Postizos: Muy Divertido!
- 2001 – Saints
- 2001 – Inasmuch as Life is Borrowed
- 2003 – Marc Ribot: Scelsi Morning
- 2003 – Marc Ribot: Soundtracks II
- 2005 – Spiritual Unity
- 2007 – Lost String Documentary on Marc Ribot (DVD)
- 2008 – Ceramic Dog: Party Intellectuals
- 2008 – Exercises in Futility
- 2010 – Silent Movies
- 2011 – Majestic Silver Strings
- 2013 – Ceramic Dog: Your Turn
- 2014 – Marc Ribot Trio: Live at the Village Vanguard
- 2014 – Deerfhoof / Ceramic Dog split 7
- 2016 – Marc Ribot & The Young Philadelphians: Live in Tokyo
- 2018 – Ceramic Dog: YRU Still Here?
- 2018 – Songs of Resistance 1948-2018
- 2020 - What I Did on My Long Vacation
- 2021 - Hope
- 2023 - Connection
- 2025 - Map Of A Blue City

## Filmografia
- 1992 - The tune
- 1998 - Sabbath in Paradise
- 2003 - The Soul of a Man (directed by Wim Wenders)
- 2004 - A Bookshelf on Top of the Sky: 12 Stories About John Zorn
- 2007 - The Lost String (Directed by Anais Prosaic)
- 2013 - Gare du Nord